# Friedrich Oetinger
Friedrich Oetinger (* 1907 in Braunschweig; † 1986) war ein deutscher Verleger.

## Leben
Oetinger betätigte sich zunächst als Buchhändler und Antiquar, da er sich auf alte Bücher spezialisiert hatte. Zusammen mit seinem Freund Heinz Kohn übernahm er die Leitung der Heinrich Heine-Buchhandlung in Hamburg. Von 1938 bis 1946 war er Leiter für den Kinderbuchbereich im Verlag Heinrich Ellermann. 1946 gründete er mit dem eigenen Verlag Friedrich Oetinger einen Kinder- und Jugendbuchverlag. 1949 erschien die deutsche Übersetzung von Astrid Lindgrens Pippi Langstrumpf, das zu einem der erfolgreichsten Kinderbücher der Welt wurde. Bei Oetinger wurde das Gesamtwerk von Astrid Lindgren in Deutschland verlegt. Er beeinflusste die deutsche Kinderliteratur nachhaltig, indem er ihr durch skandinavische Autoren eine neue Richtung gab. Seine Frau Heidi heiratete er 1952. Nach seinem Rückzug aus dem Verlagsgeschäft Ende der 1960er Jahre übernahm sie die Leitung.
Friedrich Oetinger starb auf seinem Ruhesitz in Bayern.

## Verlegte Bücher
- Kirsten Boie: Paule ist ein Glücksgriff und andere Titel
- Cornelia Funke: Die wilden Hühner – gestohlene Geheimnisse und andere Titel
- Paul Maar: Geschichten vom Sams und andere Titel
- Henning Mankell: Der Hund, der unterwegs zu einem Stern war und andere Titel
- Sven Nordqvist: Pettersson und Findus
- Christine Nöstlinger: Ein Kater ist kein Sofakissen und andere Titel
- David Henry Wilson: Jeremy James oder kann ein Goldfisch Geige spielen?
- Erhard Dietl: Die Olchis ziehen um und andere Titel